# Tumara
Il Tumara (in russo Тумара́?) è un fiume della Siberia orientale,  affluente di destra dell'Aldan (bacino idrografico della Lena). Scorre nel Kobjajskij ulus e nel Namskij ulus della Sacha (Jacuzia).
Il fiume ha origine dai monti di Verchojansk e scorre prevalentemente in direzione meridionale; sfocia nel fiume Aldan a 12 km dalla sua foce nella Lena. La lunghezza del Tumara è di 236 km, l'area del suo bacino è di 10 300 km². Il suo maggior affluente è il Nuora (lungo 110 km).